# Грант (субсидия)
Грант — безвозмездная субсидия предприятиям, организациям и физическим лицам в денежной или натуральной форме на проведение научных или других исследований, опытно-конструкторских работ, на обучение и другие цели с последующим отчётом о её использовании. Обычно предоставляется в конкурсном порядке. Является безвозвратной, за исключением случаев нецелевого использования средств и нарушения условий грантодателя. 

## Примеры деятельности, оплачиваемой грантами

### Обучение или стажировка
Предполагает обучение или стажировку в учебном заведении в стране или за рубежом. Может быть рассчитан на длительный срок — 1-3 года (в этом случае средства выдаются частями) или на короткий — недели или месяцы. Финансирование может покрывать все расходы, включая дорогу, проживание и питание (и даже предусматривать стипендию) или только частично, остальное студент должен оплатить сам.
Гранты на обучение довольно популярны среди студентов. Для стран со слабо развитой экономикой и России зачастую выделяется более щедрое финансирование, покрывающее все расходы.

### Проведение исследований
Предоставляются на небольшой срок (месяцы) и предполагают работу с коллегами из других регионов, доступ к ресурсам университетов и библиотек. Как правило, выдаются аспирантам и докторам, уже работающим над исследованием или проектом и способным доказать необходимость научной работы за границей или в другом регионе.

### Поездки
Покрывают транспортные расходы для тех, кто приглашён на конференцию, семинар или стажировку в другой стране или другом регионе.

### Малобюджетные или кратковременные проекты
Могут оплачиваться аренда помещения и аренда или покупка оборудования, расходные материалы, оплата приглашённых специалистов (учёных, инженеров, техников, переводчиков, администраторов), распространение информации о проекте (конференции, выставки, публикации), транспортные расходы и расходы на проживание и питание во время связанных с проектом поездок. Проект может быть рассчитан как на поддержку единичного мероприятия (конференция, школа, испытание технической установки, полевая экспедиция, опрос общественного мнения и др.), так и на длительную поддержку исследований или системы мероприятий. В последнем случае зачастую предусматривается финансирование с помощью нескольких грантов или других источников.

## Роль грантов в развитии общества
С помощью грантов оказывается необходимая поддержка проектам, которые не являются прибыльными, но играют важную роль в развитии общества, города или учебного заведения. Деятельность, не получающая адекватного финансирования со стороны государства, также может быть поддержана с помощью грантов. Например, некоммерческие организации, существующие в стране, часто опираются на гранты как на основной или даже единственный источник своего дохода (он необходим для оплаты помещения и техники, работы сотрудников).
В России гранты, полученные некоммерческими организациями от иностранных благотворительных организаций, не облагаются налогами.

## Процедура получения
Для получения гранта заявитель пишет подробный план, с указанием расходов и сроков, а также описывает свой вклад — ту часть расходов, которые он возьмёт на себя или сможет получить из других источников. Заявки проходят этап рассмотрения в организации, выделяющей грант, и, часто, конкурс между заявками разных участников. В конкурсе учитывается весомость обоснования на получение финансирования, адекватность требуемых расходов, степень подготовки участника, длительность результата и др. Грантополучатель отчитывается о расходах, предоставляя чеки, отчёты и объективные результаты (научные работы, публикации, исследования, статистику). Как правило, это важная и большая часть работы над заявкой.

## Оценки в России
- Гранты сыграли большую роль в России в поддержке науки, обучении специалистов, создании сети некоммерческих организаций. В частности, нельзя не отдать должное спасительной функции грантов Фонда Сороса в середине-конце 1990-х гг. для ряда категорий работников школ, вузов и НИИ (учителей, аспирантов, доцентов и др.) — несмотря на неоднозначную оценку фигуры Дж. Сороса в дальнейшем[2].
- Профессор Владимир Миронов, декан философского факультета МГУ: «Нам навязывается грантовая инновационная модель, которая очень напоминает известный принцип: „утром деньги — вечером стулья“. Большая ошибка — переводить исследовательскую деятельность на гранты. Это форма дополнительного стимулирования труда учёного. А фундаментальная наука, безусловно, должна развиваться прежде всего через бюджетное финансирование»[3].
- С начала 2000-х годов понятие «грант» в РФ приобрело несколько негативную коннотацию, так как временами стало отождествляться с подачкой западных спонсоров, «отрабатываемой» антигосударственно настроенными личностями путём очернения России в СМИ, пропаганды чуждых национальной ментальности ценностей и действий по дискредитации российской власти.
- Участие в грантах в функции исполнителя или тем более руководителя учитывается при интегральной оценке деятельности научного сотрудника, так как считается свидетельством (наряду с числом публикаций и другими показателями) его квалификации и инициативности. Однако есть мнения, что данный подход не всегда справедлив ввиду встречающейся коррумпированности грантодателей.